# Rosario Fiorello
Pour les articles homonymes, voir Rosario (prénom).

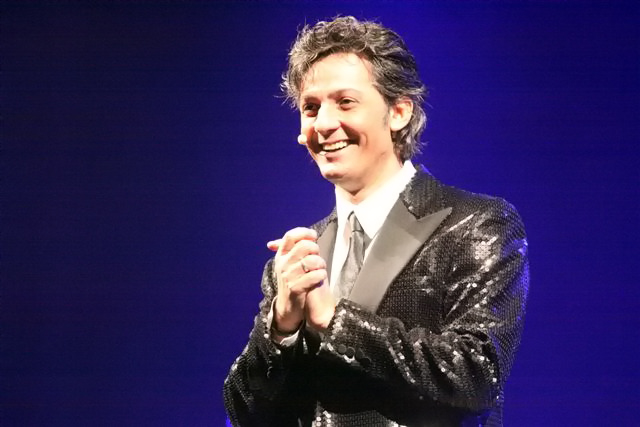
Rosario Fiorello

Rosario Tindaro Fiorello, souvent désigné sous son seul nom Fiorello, est un showman, chanteur et présentateur de radio italien, né le 16 mai 1960 à Catane.